# BWF International Series 2014
Die BWF International Series 2014 war die achte Auflage der BWF International Series im Badminton.

## Turniere und Sieger
| Veranstaltung           | Herreneinzel          | Dameneinzel               | Herrendoppel                                  | Damendoppel                             | Mixed                                         |
| ----------------------- | --------------------- | ------------------------- | --------------------------------------------- | --------------------------------------- | --------------------------------------------- |
| Estland                 | Rasmus Fladberg       | Evgeniya Kosetskaya       | Nikita Khakimov Vasily Kuznetsov              | Anastasia Chervyakova Nina Vislova      | Vitaliy Durkin Nina Vislova                   |
| Iceland                 | Beryno Wong Jiann Tze | Airi Mikkelä              | Martin Campbell Patrick MacHugh               | Sarah Thomas Carissa Turner             | Alexander Bond Ditte Søby Hansen              |
| Uganda                  | Dinuka Karunaratne    | Trupti Murgunde           | Chong Chun Quan Yeoh Seng Zoe                 | Tosin Damilola Atolagbe Fatima Azeez    | Ola Fagbemi Dorcas Ajoke Adesokan             |
| Portugal                | Rei Sato              | Sandra-Maria Jensen       | Kazuki Matsumaru Izumi Okoshi                 | Sarah Thomas Carissa Turner             | Roman Zirnwald Elisabeth Baldauf              |
| Rumänien                | Misbun Ramdan         | Delphine Lansac           | Zvonimir Đurkinjak Zvonimir Hölbling          | Barbara Bellenberg Ramona Hacks         | Martin Campbell Jillie Cooper                 |
| Kuba                    | Jan Fröhlich          | Jeanine Cicognini         | Jonathan Solís Rodolfo Ramírez                | Dánica Nishimura Luz María Zornoza      | Osleni Guerrero Tahimara Oropeza              |
| Kroatien                | Lukas Schmidt         | Mette Poulsen             | Mathias Christiansen David Daugaard           | Julie Finne-Ipsen Rikke S. Hansen       | Niclas Nøhr Sara Thygesen                     |
| Indonesien              | Setyaldi Putra Wibowo | Febby Angguni             | Afiat Yuris Wirawan Yohanes Rendy Sugiarto    | Dian Fitriani Nadya Melati              | Lukhi Apri Nugroho Masita Mahmudin            |
| Niederlande             | Rasmus Fladberg       | Soraya de Visch Eijbergen | Kasper Antonsen Mikkel Delbo Larsen           | Samantha Barning Iris Tabeling          | Niclas Nøhr Sara Thygesen                     |
| Australien              | Fikri Ihsandi Hadmadi | Millicent Wiranto         | Jagdish Singh Roni Tan                        | He Tian Tang Renuga Veeran              | Arif Abdul Latif Rusydina Antardayu Riodingin |
| Thailand                | Khosit Phetpradab     | Rei Nagata                | Watchara Buranakuea Trawut Potieng            | Mayu Matsumoto Wakana Nagahara          | Watchara Buranakuea Phataimas Muenwong        |
| Slowenien               | Flemming Quach        | Stefani Stoeva            | Zvonimir Đurkinjak Zvonimir Hölbling          | Gabriela Stoeva Stefani Stoeva          | Jeppe Ludvigsen Mai Surrow                    |
| Griechenland            | Kim Bruun             | Linda Zechiri             | Mathias Christiansen David Daugaard           | Özge Bayrak Neslihan Yiğit              | Sam Magee Chloe Magee                         |
| Brasilien               | Kevin Cordón          | Iris Wang                 | Humblers Heymard Anibal Marroquín             | Lohaynny Vicente Luana Vicente          | Søren Toft Hansen Bo Rong                     |
| Argentinien             | Kevin Cordón          | Iris Wang                 | Jonathan Solís Rodolfo Ramírez                | Lohaynny Vicente Luana Vicente          | Alex Tjong Lohaynny Vicente                   |
| Mauritius               | Luka Wraber           | Jeanine Cicognini         | Raphael Beck Andreas Heinz                    | Annika Horbach Maria Mata Masinipeni    | Andreas Heinz Annika Horbach                  |
| Bahrain                 | Subhankar Dey         | Riya Pillai               | Muhammad Hafifi Hashim Muhammad Hafizi Hashim | Surayyo Ahmadjonova Mariya Pakina       | David Obernosterer Elisabeth Baldauf          |
| Venezuela               | Osleni Guerrero       | Lohaynny Vicente          | Hugo Arthuso Daniel Paiola                    | Lohaynny Vicente Luana Vicente          | Milan Ludík Bo Rong                           |
| Kenia                   | Farzin Khanjani       | Jeanine Cicognini         | Vatannejad-Soroush Eskandari Hasan Motaghi    | Negin Amiripour Pegah Kamrani           | Mabo Donald Ogar Siamupangila                 |
| Chile                   | Kevin Cordón          | Bo Rong                   | Arnaud Génin Bjorn Seguin                     | Katherine Winder Luz María Zornoza      | Mario Cuba Katherine Winder                   |
| Bulgarien               | Raul Must             | Petya Nedelcheva          | Toma Junior Popov Thomas Vallez               | Özge Bayrak Neslihan Yiğit              | Alexandre Hammer Joanna Chaube                |
| Singapur                | Loh Kean Yew          | Supanida Katethong        | Huang Po-jui Lu Ching-yao                     | Naoko Fukuman Kurumi Yonao              | Terry Hee Tan Wei Han                         |
| Neuseeland              | Lu Chia-hung          | Lee Chia-hsin             | Po Li-wei Yang Ming-tse                       | Chang Ching-hui Chang Hsin-tien         | Lee Chia-han Lee Chia-hsin                    |
| Polen                   | Michał Rogalski       | Panuga Riou               | Adam Cwalina Paweł Pietryja                   | Cemre Fere Ebru Tunalı                  | Robert Mateusiak Agnieszka Wojtkowska         |
| Mexiko                  | Ernesto Velazquez     | Telma Santos              | Job Castillo Lino Muñoz                       | Lohaynny Vicente Luana Vicente          | David Obernosterer Elisabeth Baldauf          |
| Kolumbien               | Humblers Heymard      | Telma Santos              | Humblers Heymard Adams Rodríguez              | Katherine Winder Luz María Zornoza      | Andrés Corpancho Luz María Zornoza            |
| Vietnam                 | Lim Chi Wing          | Vũ Thị Trang              | Low Juan Shen Ong Yew Sin                     | Nguyễn Thị Sen Vũ Thị Trang             | Đào Mạnh Thắng Phạm Như Thảo                  |
| Israel                  | Artem Pochtarev       | Telma Santos              | Gennadiy Natarov Artem Pochtarev              | nicht ausgetragen                       | Gennadiy Natarov Yuliya Kazarinova            |
| Äthiopien               | Misha Zilberman       | Grace Gabriel             | Vilson Vattanirappel Luka Wraber              | Evelyn Siamupangila Ogar Siamupangila   | Matej Hliničan Shamim Bangi                   |
| Nigeria                 | Edwin Ekiring         | Nicole Schaller           | Jinkan Ifraimu Ola Fagbemi                    | Shamim Bangi Hadia Hosny                | Jinkan Ifraimu Susan Ideh                     |
| Ungarn                  | Kasper Dinesen        | Fontaine Chapman          | Zvonimir Đurkinjak Zvonimir Hölbling          | Cheah Yee See Goh Yea Ching             | Ben Lane Jessica Pugh                         |
| Marokko                 | Pedro Martins         | Lianne Tan                | Yusuf Ramazan Bay Sinan Zorlu                 | Kader Inal Fatma Nur Yavuz              | Melih Turgut Fatma Nur Yavuz                  |
| Mexiko                  | Luis Ramón Garrido    | Haramara Gaitan           | Job Castillo Antonio Ocegueda                 | Cynthia González Mariana Ugalde         | Lino Muñoz Cynthia González                   |
| Norwegen                | Raul Must             | Mia Blichfeldt            | Anton Kaisti Koen Ridder                      | Tilde Iversen Emma Wengberg             | Anton Kaisti Cheryl Seinen                    |
| Suriname                | Osleni Guerrero       | Daniela Macías            | Mario Cuba Martín del Valle                   | Katherine Winder Luz María Zornoza      | Mario Cuba Katherine Winder                   |
| Finnland                | Eetu Heino            | Olga Golovanova           | Mathias Bay-Smidt Frederik Søgaard            | Victoria Dergunova Olga Morozova        | Jones Ralfy Jansen Cisita Joity Jansen        |
| Sambia                  | Edwin Ekiring         | Kate Foo Kune             | Giovanni Greco Rosario Maddaloni              | Michelle Butler-Emmett Elme de Villiers | Georges Paul Kate Foo Kune                    |
| Südafrika               | Luka Wraber           | Cemre Fere                | Farzin Khanjani Mohamad Reza Khanjani         | Cemre Fere Ebru Tunalı                  | Cameron Coetzer Michelle Butler-Emmett        |
| Dominikanische Republik | David Obernosterer    | Elisabeth Baldauf         | Nelson Javier Alberto Raposo                  | Daniela Macías Dánica Nishimura         | David Obernosterer Elisabeth Baldauf          |
| Botswana                | Luka Wraber           | Grace Gabriel             | Andries Malan Willem Viljoen                  | Elme de Villiers Grace Gabriel          | Willem Viljoen Annari Viljoen                 |
| Puerto Rico             | Ygor Coelho           | Fabiana Silva             | Giovanni Greco Rosario Maddaloni              | Ana Paula Campos Fabiana Silva          | Andrés Corpancho Luz María Zornoza            |
| Türkei                  | Matthias Almer        | Neslihan Yiğit            | Konstantin Abramov Alexandr Zinchenko         | Gabriela Stoeva Stefani Stoeva          | Jones Ralfy Jansen Cisita Joity Jansen        |